# Linia kolejowa nr 354

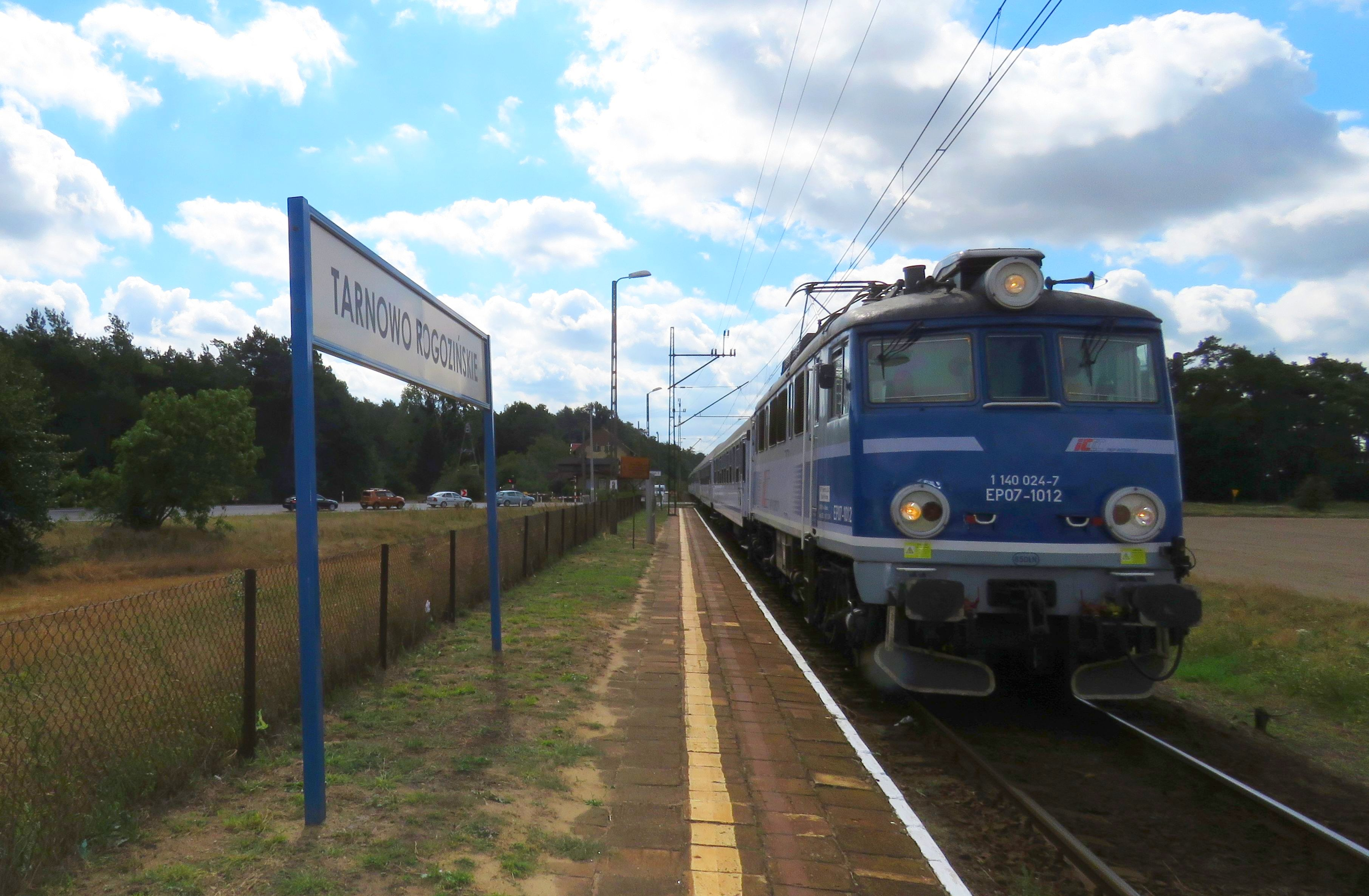
Lokomotywa EP07 na przystanku Tarnowo Rogozińskie

Linia kolejowa nr 354 – jedno- i dwutorowa, zelektryfikowana, pierwszorzędna linia kolejowa w województwie wielkopolskim na obszarze działania PKP PLK Zakładu Linii Kolejowych w Poznaniu, łącząca stację Poznań Główny (posterunek odgałęźny PoD) ze stacją Piła Główna.

## Historia
15 maja 1879 roku ukończono budowę linii, która powstała jako połączenie Pruskiej Kolei Wschodniej z Poznaniem. Według pierwotnych planów linia miała zostać wybudowana przez Towarzystwo Kolei Poznańsko – Kluczborskiej, jednak koszty budowy zostały pokryte z budżetu państwa. Była to pierwsza linia na terenie Wielkopolski, która została sfinansowana w ten sposób po nacjonalizacji prywatnych przedsiębiorstw kolejowych.
Ze względu na postanowienia traktatu wersalskiego odcinek na południe od stacji Piła Kalina przeszedł we władanie Polski. W 1922 roku rozebrano drugi tor oraz graniczny fragment torów między przystankiem osobowym Piła Kalina a stacją Dziembówko. Odcinek został odtworzony w trakcie II wojny światowej, gdy cała linia przeszła pod administrację niemiecką.
Po II wojnie światowej, na podstawie postanowień deklaracji Poczdamskiej, cała linia znalazła się na terenach odzyskanych przez Polskę. Drugi tor został częściowo odbudowany w latach 70 XX w. na odcinkach Poznań-Oborniki oraz Piła-Dziembówko. Od roku 1990 cała linia jest zelektryfikowana.
W październiku 2011 PKP Polskie Linie Kolejowe rozpisały przetarg na wykonanie studium wykonalności modernizacji linii. W styczniu 2017 roku PKP PLK wybrały wykonawcę modernizacji, którym zostało konsorcjum PORR. 12 czerwca 2019 podpisano umowę na opracowanie studium wykonalności budowy drugiego toru na odcinku Oborniki Wielkopolskie Miasto – Oborniki Wielkopolskie, na długości 2 kilometrów, wraz z dobudową drugiej przeprawy na rzece Warcie.

## Opis linii
- Kategoria linii: pierwszorzędna
- Klasa linii:
  - C3 (-0,237) – 79,450
  - D3 79,450 – 92,788
- Liczba torów[12]:
  - jednotorowa na odcinkach:
    - (-0,237) – (-0,160) (stacja Poznań Główny)
    - 25,408 – 81,550 (most nad Wartą w Obornikach – okol. st. Dziembówko)

  - dwutorowa na odcinkach:
    - (-0,160) – 25,408
    - 81,550 – 92,788
- Sposób wykorzystania: czynna
- Elektryfikacja: na całej długości
- Szerokość toru: normalnotorowa
- Przeznaczenie linii: pasażersko-towarowa

| Odcinek linii | Odcinek linii | Pociągi pasażerskie | Szynobusy | Pociągi towarowe |
| km pocz.      | km końcowy    | Tor 1               | Tor 1     | Tor 1            |
| ------------- | ------------- | ------------------- | --------- | ---------------- |
| -0,197        | 79,450        | 120                 | 120       | 80               |
| 79,450        | 92,788        | 120                 | 120       | 80               |
| km pocz.      | km końcowy    | Tor 2               | Tor 2     | Tor 2            |
| -0,197        | 25,408        | 120                 | 120       | 80               |
| 81,536        | 92,788        | 120                 | 120       | 80               |

## Czas jazdy[14]

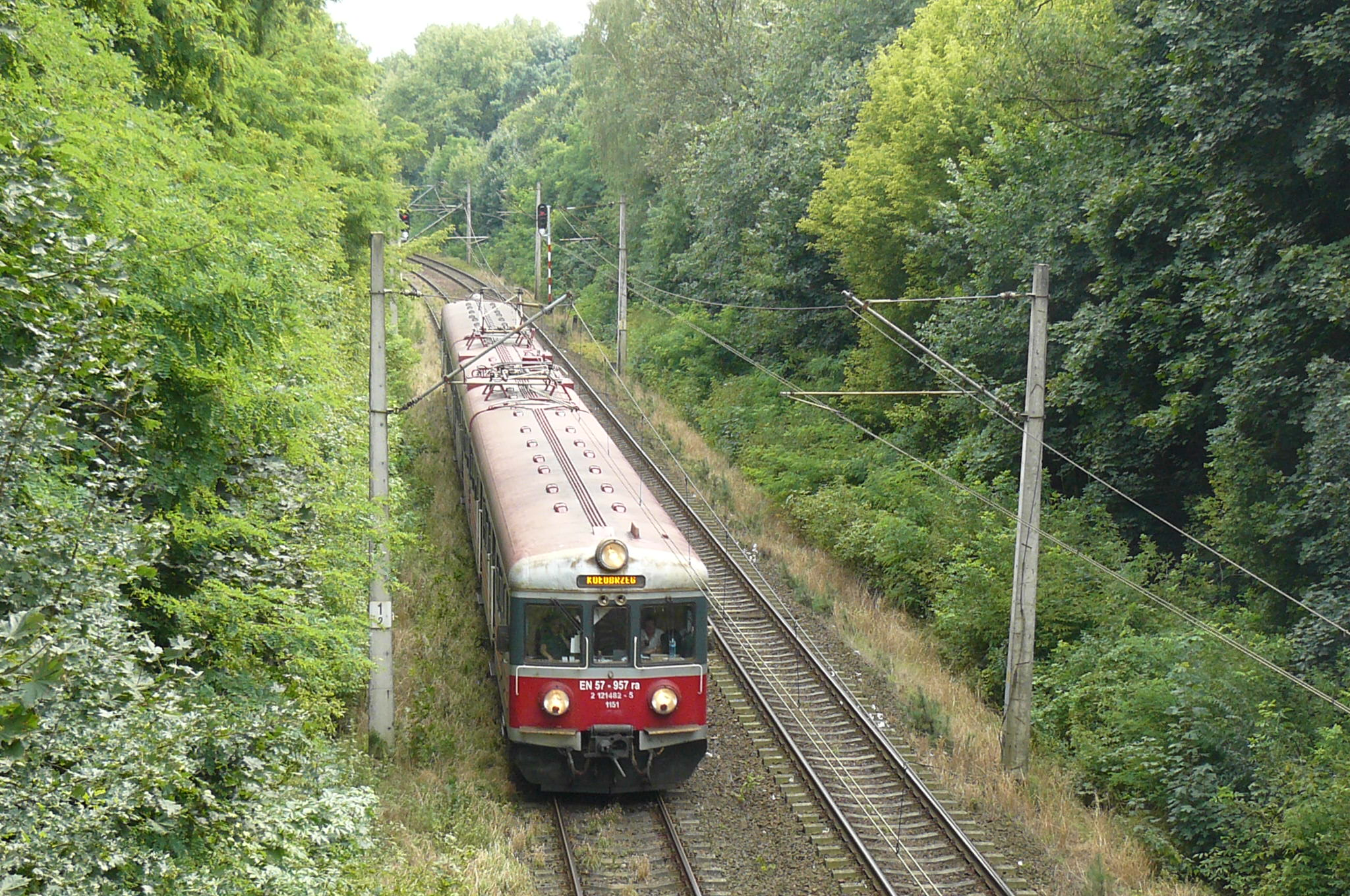
Pociąg regio do Kołobrzegu

Deklarowany czas przejazdu na tym odcinku przedstawia się następująco (według rozkładu jazdy 2021/2022):
Pociąg regio nr 78445 Gwda relacji Poznania Główny - Kołobrzeg (95 km).

| Stacja                        | Odjazd | Czas postoju | Czas podróży   |
| ----------------------------- | ------ | ------------ | -------------- |
| Poznań Główny                 | 14:40  | –            | -              |
| Poznań Strzeszyn              | 14:49  | 1 min        | 8 min          |
| Oborniki Wielkopolskie Miasto | 15:11  | 0,5 min      | 30 min         |
| Rogoźno Wielkopolskie         | 15:31  | 6 min        | 44 min         |
| Chodzież                      | 15:59  | 0,5 min      | 1 godz. 12 min |
| Piła Główna                   | 16:24  | –            | 1 godz. 32 min |

Pociąg IC Zefir nr 38106 relacji Kraków Główny - Kołobrzeg (odc. Pn-Pa 95 km).

| Stacja                        | Odjazd | Czas postoju | Czas podróży  |
| ----------------------------- | ------ | ------------ | ------------- |
| Poznań Główny                 | 15:57  | –            | -             |
| Oborniki Wielkopolskie Miasto | 16:16  | 1 min        | 18 min        |
| Rogoźno Wielkopolskie         | 16:34  | 5 min        | 31 min        |
| Chodzież                      | 16:53  | 1 min        | 49 min        |
| Piła Główna                   | 17:42  | 32 min       | 1 godz. 6 min |